# Anastasius Hartmann
Anastasius Hartmann, OFMCap (Altwis, 14 de fevereiro de 1803 – Patna, 24 de abril de 1866) foi um missionário católico romano suíço, bispo na Índia e declarado Venerável pelo Papa João Paulo II. 

## Biografia
Batizado como Alois, era o nono dos dez filhos de Joseph Jakob, fazendeiro, e Anna Maria Barbara Nietlisbach. Estudou nos liceus de Lucerna e Solothurn e em 1821, ingressou no noviciado capuchinho em Baden, Alemanha; recebeu a ordenação sacerdotal em 24 de setembro de 1825.
Tornou-se mestre de noviços e professor de filosofia e teologia para os jovens capuchinhos na Suíça e em Roma. A partir de 1841, tornou-se aluno do Colégio Missionário Capuchinho de São Fidélis, em Roma, e depois professor. Em 1843 partiu como missionário para a Índia, chegando a Agra em 1844.
Em 30 de setembro de 1845, o Papa Gregório XVI o nomeou Vigário Apostólico de Patna, com a sé titular de Derbe. Foi ordenado bispo em 15 de março de 1846, em Agra, Vicariato Apostólico do Tibet-Hindustão, pelo bispo Giuseppe Antonio Giacomo Borghi, OFM Cap. Anastasius foi ativo na obtenção de missionários adicionais e na construção de novas escolas em Patna e no vicariato de Bombaim. Em 13 de dezembro de 1849, foi também nomeado Vigário Apostólico de Bombaim. Nessa posição, defendeu os interesses da Santa Sé contra os bispos locais apoiados por Portugal. Em 1850, em meio às brigas e aborrecimentos com os jornais católicos existentes, fundou o Bombay Catholic Examiner, o qual foi depois assumido pelos jesuítas.
Dom Anastasius renunciou em 8 de março de 1854 ao Vicariato Apostólico de Patna e no mesmo dia foi nomeado Administrador Apostólico de Poona, posição que ocupou até junho de 1858. Em 25 de julho de 1858, também renunciou a sua posição em Bombaim. Desde a aprovação para dividir o vicariato de Bombaim e a criação de Poona (1854), Hartmann retornou a Roma em 1856, para servir como Procurador Geral de Missões da Ordem dos Capuchinhos e Reitor do Colégio Missionário de São Fidélis. Nessas posições, foi conselheiro sobre a Índia para a Congregação da Propaganda Fide (1856-1858) e ajudou a estabelecer a primeira fundação capuchinha nos Estados Unidos.
Em 24 de janeiro de 1860, Dom Anastasius foi novamente nomeado Vigário Apostólico de Patna, onde trabalhou até morrer de cólera. Ele ajudou a promover a expansão da Igreja construindo novas igrejas e orfanatos. Em 1865, buscou com sucesso a isenção para católicos do Christian Marriage Act. Os escritos do bispo Hartmann incluíam um catecismo hindustani (1853) e um Novo Testamento (1864), e duas obras sobre psicologia pastoral (1907, 1932). Já em sua morte, a Província Capuchinha Suíça reconheceu que "morreu como um santo".

## Processo de beatificação
Em 1903, os capuchinhos suíços Adelhelm Jann e Adrian Imhof inspiraram o processo de beatificação com sua biografia de Anastasius Hartmann. O então Geral da Ordem em Roma, Bernhard Christen, também suíço, encomendou o pedido para iniciar um processo de beatificação em 1905. Em 1906, os processos diocesanos foram abertos na Índia, na diocese de Allahabad, e na Suíça, na diocese de Basileia.
Em 1920, os restos mortais de Dom Anastasius foram enterrados na Catedral de Allahabad. Em 21 de dezembro de 1998, a Congregação para as Causas dos Santos proclamou solenemente o Decreto sobre as Virtudes Heroicas do Servo de Deus Anastasius Hartmann em Roma, na presença do Papa João Paulo II.